# Protandrena impressa
Protandrena impressa är en biart som beskrevs av Timberlake 1976. Protandrena impressa ingår i släktet Protandrena och familjen grävbin. Inga underarter finns listade i Catalogue of Life.